# وزغ مدهش فارسي
وزغ مدهش فارسي (الاسم العلمي: Teratoscincus keyserlingii)، المعروف أيضًا باسم وزغ ضفدعي العين العملاق، هو نوع من السحالي المنتمي إلى فصيلة ذات الأصابع الكروية. هذا النوع مستوطن في أجزاء من آسيا.

## النطاق الجغرافي
يوجد الوزغ المدهش الفارسي في أفغانستان وإيران وباكستان والإمارات العربية المتحدة.